# VII. Armee-Inspektion (Deutsches Kaiserreich)
Die VII. Armee-Inspektion war eine Inspektion der Armee des Deutschen Kaiserreichs.

## Geschichte
1912 wurde die VII. Armee-Inspektion in Saarbrücken eingerichtet.
Im April 1913 wurden die sieben bestehenden Armee-Inspektionen neu geordnet. Hierbei bleib die Armee-Inspektion aber sowohl in der Nummerierung als auch in der Zuordnung der unterstellten Einheiten gleich.
Im Zuge der Mobilmachung des Deutschen Kaiserreichs wurden Anfang August 1914 die acht Armee-Inspektionen in acht Armeen überführt. Aus der VII. Armee-Inspektion wurde das Armeeoberkommando 5, welche später die 5. Armee wurde, gebildet. Eigentlich war der Generalinspekteur von Eichhorn für die Übernahme des Oberbefehls der 5. Armee vorgesehen, konnte aber aufgrund eines schweren Reitunfalls aus dem Mai 1914 diese Kommandierung nicht antreten.

## Gliederung
- Generalinspekteur
- Unterstellte Einheiten:
  - XVI. Armee-Korps in Metz (→ Festung Metz)
  - XVIII. Armee-Korps in Frankfurt am Main
  - XXI. Armee-Korps in Saarbrücken

## Generalinspekteur
- General der Infanterie bzw. Generaloberst Hermann von Eichhorn (von der Aufstellung bis zur Auflösung)